# Cawood (Kentucky)
Cawood es un lugar designado por el censo ubicado en el condado de Harlan en el estado estadounidense de Kentucky. En el Censo de 2010 tenía una población de 731 habitantes y una densidad poblacional de 193,58 personas por km².

## Geografía
Cawood se encuentra ubicado en las coordenadas 36°47′30″N 83°13′58″O / 36.79167, -83.23278. Según la Oficina del Censo de los Estados Unidos, Cawood tiene una superficie total de 3.78 km², de la cual 3.78 km² corresponden a tierra firme y (0%) 0 km² es agua.

## Demografía
Según el censo de 2010, había 731 personas residiendo en Cawood. La densidad de población era de 193,58 hab./km². De los 731 habitantes, Cawood estaba compuesto por el 99.04% blancos, el 0.14% eran afroamericanos, el 0% eran amerindios, el 0.14% eran asiáticos, el 0% eran isleños del Pacífico, el 0.27% eran de otras razas y el 0.41% pertenecían a dos o más razas. Del total de la población el 0.55% eran hispanos o latinos de cualquier raza.